# Joseph P. Teasdale
Joseph Patrick Teasdale (* 29. März 1936 in Kansas City, Missouri; † 8. Mai 2014 ebenda) war ein US-amerikanischer Politiker (Demokratische Partei). Er war von 1977 bis 1981 der 48. Gouverneur von Missouri.

## Frühe Jahre und Aufstieg
Teasdale besuchte das Rockhurst College und studierte anschließend an der St. Louis University Jura. Im Jahr 1960 machte er sein juristisches Examen. Zwischen 1962 und 1966 war er als Bundesstaatsanwalt für den westlichen Teil von Missouri zuständig. Zwischen 1966 und 1972 war er Bezirksstaatsanwalt im Jackson County. Am 2. November 1976 wurde er als Kandidat der Demokraten gegen den Amtsinhaber Kit Bond zum neuen Gouverneur seines Staates gewählt.

## Gouverneur von Missouri
Teasdale trat seine vierjährige Amtszeit am 10. Januar 1977 an. Er war Mitglied mehrerer Gouverneursvereinigungen. Seine Amtszeit verlief weitgehend unspektakulär. Im Jahr 1980 stellte er sich erneut zur Wahl. Dieses Mal unterlag er aber gegen Bond, der damit auch sein Nachfolger wurde.

## Weiterer Lebenslauf
Nach dem Ende seiner Gouverneurszeit wurde Teasdale als Rechtsanwalt tätig. Er lebte in Kansas City und war mit Theresa Ferkenhoff verheiratet. Teasdale starb am 8. Mai 2014 im Alter von 78 Jahren in seiner Geburtsstadt Kansas City.